# Čebínka
Čebínka (429 m n. m.) je výrazný kopec v Boskovické brázdě, tyčící se nad obcí Čebín v okrese Brno-venkov.

## Lom
Na jižním svahu se rozkládá lom, kde se těží světle šedé, silně mylonitizované devonské vápence, odpovídající macošskému souvrství. V minulosti se vápenec zpracovával zejména na vápno, poslední desetiletí však slouží jako základ minerálních krmných přísad pro hospodářská zvířata.

## Vrchol

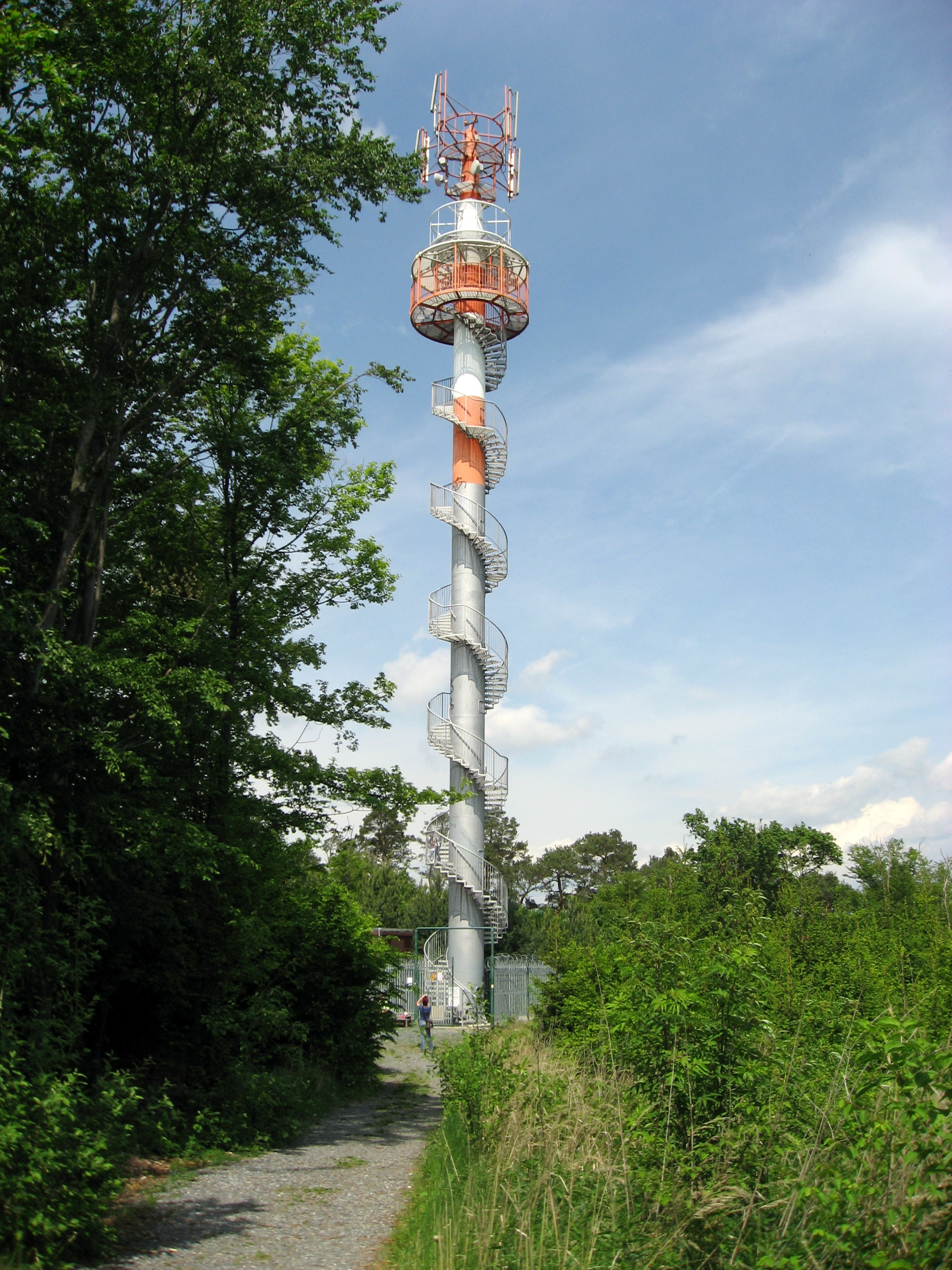
Rozhledna Čebínka

Vrchol je přístupný z Čebína po zelené nebo žluté turistické značce. Výstup měří necelý 1 km, s převýšením 140 metrů. Na vrcholu stojí vysílač s rozhlednou Čebínka z roku 2003.